# Bell’s Open 1985
Die Bell’s Open 1985 im Badminton fanden vom 5. bis zum 6. Oktober 1985 im Bell’s Sports Centre in Perth statt.

## Finalresultate
| Disziplin    | Sieger                      | Finalist                         | Ergebnis    |
| ------------ | --------------------------- | -------------------------------- | ----------- |
| Herreneinzel | Glen Milton                 | Dan Travers                      | 15:9, 15:4  |
| Dameneinzel  | Karen Beckman               | Fiona Elliott                    | 11:5, 11:4  |
| Herrendoppel | Billy Gilliland Dan Travers | Richard Outterside Mike Brown    | 15:7, 15:7  |
| Damendoppel  | Sara Halsall Karen Beckman  | Lisa Chapman Fiona Elliott       | 15:9, 15:6  |
| Mixed        | Mike Brown Sara Halsall     | Richard Outterside Wendy Poulton | 17:15, 15:6 |